# Quepém
Quepém (concani: केपें) uma cidade  no distrito de Goa Sul, no estado indiano de Goa.

## Demografia
Segundo o censo de 2001, Quepém tinha uma população de 12 484 habitantes. Os indivíduos do sexo masculino constituem 50% da população e os do sexo feminino 50%. Quepém tem uma taxa de literacia de 71%, superior à média nacional de 59,5%: a literacia no sexo masculino é de 76% e no sexo feminino é de 66%. Em Quepém, 12% da população está abaixo dos 6 anos de idade.